# Liste de théologiens chrétiens
Cette liste de théologiens chrétiens comporte des théologiens à proprement parler, ainsi que des hommes d'Église, des auteurs spirituels ou des philosophes chrétiens qui ont marqué l'histoire de la théologie chrétienne.

## Origines et premiers siècles
Voir Nouveau Testament, Pères apostoliques, Pères de l'Église.

### Iersiècle
- Paul de Tarse
- Jean
- Ignace d'Antioche
- Clément de Rome

### IIesiècle
- Polycarpe de Smyrne
- Papias d'Hiérapolis
- Valentin
- Tatien le Syrien
- Quadrat d'Athènes
- Basilide
- Aristide d'Athènes
- Ariston de Pella
- Marcion
- Justin de Naplouse
- Hégésippe de Jérusalem
- Méliton de Sardes
- Athénagoras d'Athènes
- Denys de Corinthe
- Héracléon
- Claude Apollinaire
- Ptolémée
- Pantène d'Alexandrie
- Irénée de Lyon
- Apollonius d'Éphèse
- Sérapion d'Antioche
- Clément d'Alexandrie
- Hermas

### IIIesiècle
- Tertullien
- Minucius Félix
- Caïus
- Hippolyte de Rome
- Origène
- Sabellius
- Cyprien de Carthage
- Novatien
- Paul de Samosate
- Denys d'Alexandrie
- Grégoire le Thaumaturge
- Méthode d'Olympe
- Lucien d'Antioche
- Lactance

### IVesiècle
- Pierre d'Alexandrie
- Ambroise de Milan
- Arnobe
- Athanase d'Alexandrie
- Basile de Césarée
- Eusèbe de Césarée
- Grégoire de Nysse
- Grégoire de Nazianze
- Jean Chrysostome
- Jean Cassien
- Évagre le Pontique
- Macaire l'Égyptien
- Diodore de Tarse

### Vesiècle
- Augustin d'Hippone
- Jérôme de Stridon
- Cyrille d'Alexandrie
- Léon le Grand
- Nestorius
- Paulin de Nole
- Diadoque de Photicé

## Haut Moyen Âge

### VIesiècle
- Philoxène de Mabboug
- Boèce
- Fulgence de Ruspe
- Pseudo-Denys l'Aréopagite
- Sévère d'Antioche
- Léonce de Byzance
- Grégoire le Grand
- Isidore de Séville (entre 560 et 570 - 636)

### VIIesiècle
- Babaï le Grand
- Serge Ier de Constantinople
- Sophrone de Jérusalem
- Jean Climaque
- Maxime le Confesseur (580 - 662)
- Isaac de Ninive
- Julien de Tolède
- Anastase le Sinaïte

### VIIIesiècle
- Bède le Vénérable (672 - 735)
- Jean Damascène (676 - 749)
- Alcuin (vers 730 - 804)
- Benoît d'Aniane (vers 750 - 821)

### IXesiècle
- Claude de Turin
- Paschase Radbert (vers 790 - 865), moine bénédictin
- Ratramne de Corbie
- Raban Maur (vers 780 - 856), moine bénédictin
- Jean Scot Erigène (vers 810 - 877)
- Gottschalk d'Orbais
- Haymon d'Auxerre
- Haymon d'Halberstadt
- Prudence de Troyes

## Théologiens du Moyen Âge
Voir aussi Scolastique
- Alain de Lille (vers 1128 - 1202), moine cistercien
- Albert le Grand (vers 1193 - 1280), dominicain
- Alexandre de Hales (1180 - 1245), franciscain
- Anselme de Cantorbéry (vers 1033 - 1109), moine bénédictin et évêque
- Antoine de Padoue (1195 - 1231), franciscain
- Bernard de Clairvaux (1090 - 1153), moine cistercien
- Bonaventure de Bagnorea (vers 1221 - 1274), franciscain, cardinal
- Catherine de Sienne (1347 - 1380), dominicaine
- Duns Scot (vers 1266 - 1308), franciscain
- Maître Eckhart (1260 - 1327), dominicain
- Étienne Langton (vers 1155 - 1228), évêque
- Gérard Groote (1340 - 1384)
- Gilbert de la Porrée (1076 - 1154)
- Guillaume de Champeaux (1070 - 1121)
- Guillaume d'Occam (vers 1285 - 1347), franciscain
- Guillaume de Saint-Thierry (1085 - 1148)
- Héloïse d’Argenteuil (1101 - 1164)
- Henri Suso (1295 - 1366), dominicain
- Hildegarde de Bingen (1098 - 1179), moniale bénédictine
- Hugues de Saint-Victor (1096 - 1141)
- Jan van Ruysbroeck (1294 - 1381)
- Jean de Gerson (1363 - 1429)
- Jean de Salisbury (1115 - 1180)
- Jean Tauler (vers 1300 -1361), dominicain
- Joachim de Flore (1132 - 1202), moine cistercien
- Lanfranc (vers 1010 - 1089), moine bénédictin et évêque
- Nicolas de Cues (1401 - 1464), cardinal
- Pierre Abélard (1079 - 1142)
- Pierre d'Ailly (1351 - 1420)
- Pierre Lombard (vers 1100 - 1160)
- Pierre de Jean Olivi (vers 1248 - 1298), franciscain
- Raoul Ardent (avant 1140 - 1199 ou 1200)
- Raymond Lulle (vers 1235 - 1315)
- Richard de Saint-Victor (1110 - 1173)
- Robert Grosseteste (1175 - 1253)
- Robert de Sorbon (1201 - 1274)
- Roger Bacon (1214 - 1294), franciscain
- Thomas a Kempis (1380 - 1471)
- Thomas d'Aquin (vers 1225 - 1274), dominicain

## Église catholique

### Théologiens catholiques desXVIeetXVIIesiècles
- Antoine Arnauld (1612 - 1694)
- Domingo Báñez (1528- 1604), dominicain
- Caesar Baronius (1538- 1607), cardinal
- Robert Bellarmin (1542- 1621), jésuite, cardinal
- Pierre de Bérulle (1575- 1629), oratorien, cardinal
- Charles Borromée (1538- 1584), cardinal
- Jacques-Bénigne Bossuet (1627 - 1704), évêque
- Robert Bouchigny (mort en 1550), chanoine de Notre-Dame de Paris
- Louis Bourdaloue (1632- 1704), jésuite
- Jacques Bourlé (vers 1524 - 1587), curé parisien
- Laurent de Brindes (1559 - 1619), capucin
- Pierre Canisius (1521 -1597), jésuite
- Melchior Cano (1509 -1560), dominicain
- Étienne Agard Dechamps (1613-1701), jésuite
- Johannes Eck (1486-1543)
- Érasme (1469 - 1536)
- Fénelon (1651 - 1715), évêque
- Esprit Fléchier (1632-1710), évêque et orateur sacré
- Gilbert Génébrard (1535 - 1597)
- Jean Duvergier de Hauranne, dit Saint-Cyran (1581 - 1643)
- Jean de la Croix (1542 - 1591), carme
- Jacques Lainez (1512 - 1565), jésuite
- Jean Lalemandet (1595 - 1647), minime
- Bartolomé de Las Casas (1484 - 1566), dominicain
- Louis-Isaac Lemaistre de Sacy (1613 - 1684)
- Leonardus Lessius (1554 - 1623), jésuite
- Ignace de Loyola (1491 - 1556), jésuite
- Nicolas Malebranche (1638 - 1715), oratorien
- Jules Mascaron (1634-1703), oratorien et évêque
- Jean-Baptiste Massillon (1663-1742), oratorien, orateur sacré et évêque
- Luis Molina (1536 - 1600), jésuite
- Thomas More (1478 - 1535)
- Pierre Nicole (1625 - 1695)
- Blaise Pascal (1623 - 1662)
- Johannes Reuchlin (1455 - 1522)
- Richelieu (1585 - 1642)
- François de Sales (1567 - 1622), évêque
- Angelus Silesius (1624 - 1677)
- Richard Simon (1638 - 1712), oratorien
- Francisco Suárez (1548 - 1617), jésuite
- Domingo de Soto (1494 - 1560), dominicain
- Thérèse d'Avila (1515 - 1582), carmélite
- Thomas de Vio dit Cajetan (1469 - 1534), dominicain, cardinal
- Francisco de Vitoria (vers 1483 - 1546), dominicain
- Juan Luis Vives (1492 - 1540)

### Théologiens catholiques desXVIIIeetXIXesiècles
- Dom Calmet (1672 - 1757), moine bénédictin
- Jean-Pierre de Caussade (1675 - 1751), jésuite
- Augustin Crampon (1826 - 1894)
- Victor-Auguste Dechamps (1810 - 1883), cardinal
- Heinrich Joseph Dominicus Denzinger (1819 - 1883)
- Ignaz von Döllinger (1799 - 1890)
- Johann Sebastian Drey (1777 - 1853)
- Félix Dupanloup (1802 - 1878), évêque libéral
- Johann Baptist Franzelin (1816 - 1886), jésuite, cardinal
- Charles-Emile Freppel (1827 - 1891)
- Thomas Gousset (1792 - 1866), cardinal
- Joseph Gratry (1805 - 1872), oratorien
- Prosper Guéranger (1805 - 1875), moine bénédictin
- Wilhelm Emmanuel von Ketteler (1811 - 1877), évêque
- Flavien Hugonin (1823 - 1898), évêque libéral
- Joseph Kleutgen (1811 - 1883), jésuite, promoteur de la néoscolastique
- Henri Lacordaire (1802 - 1861), dominicain libéral
- Félicité de La Mennais (1782 - 1854), libéral
- Léon XIII (1810 - 1903), pape
- Alphonse de Liguori (1696 - 1787)
- Henry Edward Manning (1808 - 1892), cardinal
- Jacques-Paul Migne (1800 - 1875)
- Johann Adam Möhler (1796 - 1838)
- John Henry Newman (1801 - 1890), cardinal
- Carlo Passaglia (1812 - 1887), jésuite
- René François Rohrbacher (1789 - 1856)
- Antonio Rosmini (1797 - 1855)
- Matthias Joseph Scheeben (1835 - 1888)
- Louis-Gaston de Ségur (1820 - 1881)
- Nicholas Wiseman (1802 - 1865), cardinal
- Francesco Antonio Zaccaria (1714 - 1795), jésuite

### Théologiens catholiques desXXeetXXIesiècles
- Karl Adam (1876 - 1966)
- Juan González Arintero (1860 - 1928)
- Roger Aubert (1914 - 2009)
- Hans Urs von Balthasar (1905 - 1988), jésuite jusqu'en 1950, cardinal
- Pierre Batiffol (1861 - 1929)
- Augustin Bea (1881 - 1968), jésuite, cardinal
- Paul Beauchamp (1924 - 2001), jésuite
- Maurice Bellet ( 1923 - 2018)
- Bernard Besret (né en 1935)
- Maurice Blondel (1861 - 1949)
- Leonardo Boff (né en 1938)
- Marie-Émile Boismard (1916 - 2004), dominicain
- Louis Bouyer (1913 - 2004), oratorien
- Stanislas Breton (1912 - 2005)
- André Brien (1913 - 1998)
- Jean-Louis Bruguès (né en 1943), dominicain
- Odon Casel (1886 - 1948), moine bénédictin
- Pierre Chaillet (1900 - 1972), jésuite
- Albert Chapelle (1929 - 2003), jésuite
- Yves Marie-Joseph Congar (1904 - 1995), dominicain, cardinal
- Joseph Comblin (1923 - 2011)
- Georges Cottier (1922 - 2016), dominicain, cardinal
- Marie-Dominique Chenu (1895 - 1990), dominicain
- Louis-Marie Chauvet (né en 1942)
- Gilbert Keith Chesterton (1874 - 1936)
- Jean Daniélou (1905 - 1974), jésuite, cardinal
- Paul Delatte (1848 - 1937), moine bénédictin
- Eugen Drewermann (né en 1940)
- Avery Dulles (1918 - 2008), jésuite, cardinal
- Jacques Dupuis (1923 - 2004), jésuite
- Michel Fédou (né en 1952), jésuite
- Gaston Fessard (1897 - 1978), jésuite
- Charles de Foucauld (1858 - 1916)
- Ambroise Gardeil (1859 - 1931), dominicain
- Réginald Garrigou-Lagrange (1877 - 1964), dominicain
- Claude Geffré (1926 - 2017), dominicain
- Adolphe Gesché (1928 - 2003)
- Étienne Gilson (1884 - 1978)
- Léonce de Grandmaison (1868 - 1927), jésuite
- Joseph Gredt (1863-1940), bénédictin
- Romano Guardini (1885 - 1968)
- Jacques Guillet (1910 - 2001), jésuite
- Gustavo Gutiérrez (né en 1928), dominicain
- Tomáš Halík (né en 1948)
- Bernhard Häring (1912 - 1998)
- Charles Journet (1891 - 1974), cardinal
- Jean Kamp (1924 - 2010)
- Walter Kasper (né en 1933), cardinal
- Hans Küng 1928 - 2021), suisse
- Lucien Laberthonnière (1860 - 1932), oratorien
- Xavier Lacroix, (1947 - 2021), Laïc
- Guy Lafon (1930 - 2020), prêtre diocésain
- Ghislain Lafont (1928 - 2021), bénédictin
- Marie-Joseph Lagrange (1855 - 1938), dominicain
- Jules Lebreton (1873 - 1956), jésuite
- Marcel Légaut (1900 - 1990)
- Karl Lehmann (1936 - 2018), cardinal
- Xavier Léon-Dufour (1913 - 2007), jésuite
- Bernard Lonergan (1904 - 1984), jésuite
- Alfred Loisy (1857 - 1940)
- Henri de Lubac (1896 - 1991), jésuite, cardinal
- Jean-Michel Maldamé (né en 1939), dominicain
- Joseph Maréchal (1878 - 1944), jésuite
- Jacques Maritain (1882 - 1973)
- Columba Marmion (1858 - 1923), moine bénédictin
- Gustave Martelet ( 1916 - 2014), jésuite
- Johann Baptist Metz (1928 - 2019)
- Charles Moeller (1912 - 1986)
- Joseph Moingt (1915 - 2020), jésuite
- Yves de Montcheuil (1900 - 1944), jésuite
- John Courtney Murray (1904 - 1967), jésuite
- Oswald von Nell-Breuning (1890 - 1991), jésuite
- Agbonkhianmeghe Orobator (né en 1967), jésuite
- Henri du Passage (1874 - 1963), jésuite
- Erik Peterson (1890 - 1960)
- Josef Pieper (1904 - 1997)
- Victor Poucel (1872 - 1953), jésuite
- Hugo Rahner (1900 - 1968), jésuite
- Karl Rahner (1904 - 1984), jésuite
- Joseph Ratzinger (1927 - 2022), devenu pape sous le nom de Benoît XVI
- Pierre Rousselot (1878 - 1915), jésuite
- Michel Sales (1939 - 2016), jésuite
- Edward Schillebeeckx (1914 - 2009), dominicain
- Antonin-Dalmace Sertillanges (1863 - 1948), dominicain
- Bernard Sesboüé (1929 - 2021), jésuite
- Jon Sobrino (né en 1938), jésuite
- Edith Stein (1891 - 1942), carmélite
- Pierre Teilhard de Chardin (1881 - 1955), jésuite
- Christoph Theobald (né en 1946), jésuite
- Gustave Thils (1909 - 2000)
- Max Thurian (1921 - 1996), frère de Taizé
- Xavier Tilliette (1921 - 2018), jésuite
- Jean-Pierre Torrell (né en 1927), dominicain
- François Varillon (1905 - 1978), jésuite
- Hermann Volk (1903 - 1988), évêque de Mayence de 1962 à 1982.
- Maurice Zundel (1897 - 1975)

## Église orthodoxe

### Théologiens orthodoxes avant leXXesiècle
- saint Syméon le Nouveau Théologien (949 - 1024)
- saint Grégoire Palamas (1296 - 1359)
- Nicolas Cabasilas (vers 1320 - après 1391)
- Alekseï Khomiakov (1804 - 1860)
- Vladimir Soloviev (1853 - 1900)

### Théologiens orthodoxes desXXeetXXIesiècles
- Nicolas Afanassieff  (1893 - 1966)
- Hilarion Alfeyev (né en 1966)
- Élisabeth Behr-Sigel (1907 - 2005)
- Nicolas Berdiaeff (1874 - 1948)
- Antoine Bloom (1914 - 2003)
- Jean Boboc (1943 - 2019)
- Boris Bobrinskoy (1925 - 2020)
- Serge Boulgakov (1871 - 1944)
- Jean Breck (né en 1939)
- Olivier Clément (1924 - 2009)
- Jean-François Colosimo (né en 1960)
- Sophie Deicha (née en 1955)
- Paul Evdokimov (1901 - 1970)
- Paul Florensky (1882 - 1937)
- Georges Florovsky (1893-1979)
- Lev Gillet (1893 - 1980)
- Anton Kartachev (1875-1960)
- Cyprien Kern (ru) (1899 - 1960)
- Georges Khodr (né en 1923)
- Eugraphe Kovalevsky (1905-1970)
- Jean-Claude Larchet (né en 1949)
- Nicolas Lossky (né en 1929)
- Vladimir Lossky (1903 - 1958)
- Alexandre Men (1935-1990)[1]
- Jean Meyendorff (1926 - 1992)
- Nikos Nissiotis (el) (1924 - 1986)
- Nicolas d'Ochrid (1880 - 1956)
- Jaroslav Pelikan (1923 - 2006)
- Alexandre Schmemann (1921 - 1983)
- Sophrony Sakharov (1896 - 1993)
- Dumitru Stăniloae (1903 - 1993)
- Evangelos Théodorou (el) (1921 - 2018)
- Christos Yannaras (1935-2024)
- Léon Zander (1893 - 1964)
- Basile Zenkovsky (ru) (1881 - 1962)
- métropolite Jean (Zizioulas) (el) (né en 1931)

## Protestantisme

### Théologiens protestants de la Renaissance auXVIIesiècle
- Moïse Amyraut (1596 - 1664)
- Jacobus Arminius (1560 - 1609)
- Gaspard van Baerle (1584 - 1648)
- Théodore de Bèze (1519 - 1605)
- Jakob Böhme (1575 - 1624)
- Martin Bucer (1491 - 1551)
- Gilbert Burnet (1643 - 1715)
- Jean Calvin (1509 - 1564)
- Dirk Rafaelszoon Camphuysen (1586 - 1627)
- Wolfgang Capiton (1478 - 1541)
- Sébastien Castellion (1515 - 1563)
- Daniel Chamier (1564 - 1621)
- Étienne de Courcelles (1586 - 1659)
- Thomas Cranmer (1489 - 1556)
- Jakob Ebert (1549 - 1614)
- Simon Episcopius (1583 - 1643)
- Guillaume Farel (1489 - 1565)
- Jérémie Ferrier (1576 - 1626)
- George Fox (1624 - 1691)
- John Goodwin (1593 – 1665)
- Hugo Grotius (1583 – 1645)
- Henry Hammond (1605 - 1660)
- Thomas Helwys (1550 - 1616)
- Andreas Hyperius (1511 - 1564)
- Isaac Jaquelot (1647 - 1708)
- Pierre Jurieu (1637 - 1713)
- John Knox (1513 - 1572)
- William Laud (1573 – 1645)
- Jean Le Clerc (1657 - 1736)
- Jacques Lefèvre d'Étaples (1455 - 1536 ou 1538)
- Philipp van Limborch (1633 - 1712)
- André Lortie (1637-après 1720)
- Martin Luther (1483 - 1546)
- David Martin (1639 - 1721)
- Philippe Melanchthon (1497 - 1560)
- Thomas Münzer (vers 1490 - 1525)
- Wolfgang Musculus (1497 - 1563)
- Bernardino Ochino (1487 - 1564)
- William Penn (1644 - 1718)
- Anton Praetorius (1560 - 1613)
- Petrus Serrarius (1600 - 1669)
- Fausto Socin (1539 - 1604)
- Lelio Sozzini (1525 - 1562)
- Edward Stillingfleet (1635 - 1699)
- Jeremy Taylor (1613 – 1667)
- Daniel Tilenus (1563 - 1633)
- Gérard Vossius (1577 - 1649)
- Daniel Whitby (1638 – 1726)
- Roger Williams (1603 - 1684)
- Johannes Wtenbogaert (1557 - 1644)
- Ulrich Zwingli (1484 - 1531)

### Théologiens protestants desXVIIIeetXIXesiècles
- Nathan Bangs (1778 – 1862)
- Richard Baxter (1615 – 1691)
- William Booth (1829 - 1912)
- William Ellery Channing (1780 - 1842)
- Adam Clarke (1762–1832)
- Athanase Coquerel père & fils (1795 - 1868 et 1820 - 1875)
- Ralph Waldo Emerson (1803 - 1882)
- Johann Jakob Griesbach (1745 - 1812)
- Frédéric Godet (1812 - 1900)
- Emmanuel Kant (1724 - 1804)
- John Keble (1792 - 1866)
- Søren Kierkegaard (1813 - 1855)
- Abraham Kuyper (1837 - 1920)
- Jean Guillaume de La Fléchère (1729 – 1785)
- Augustin Gretillat (1837 - 1894)
- Johann Georg Hamann (1730 - 1788)
- Adolph von Harnack (1851 - 1930)
- Georg Wilhelm Friedrich Hegel (1770 - 1831)
- Johann Gottfried von Herder (1744 - 1803)
- Gotthold Ephraim Lessing (1729 - 1781)
- John McClintock (1814 - 1870)
- John Miley (1813 – 1895)
- Félix Pécaut (1828 - 1898)
- Walter Rauschenbusch (1861 - 1918)
- Albert Réville (1826 - 1906)
- Jean Réville (1854 - 1908)
- Albrecht Ritschl (1822 - 1889)
- William Burt Pope (1822 – 1903)
- Louis-Auguste Sabatier (1839 - 1901)
- Friedrich Schleiermacher (1768 - 1834)
- Louis Segond (1810 - 1885)
- Johann Salomo Semler (1725 - 1791)
- David Friedrich Strauss (1808 - 1874)
- James Strong (1822 - 1894)
- Emanuel Swedenborg (1688 - 1772)
- Ernst Troeltsch (1865 - 1923)
- Jean-Alphonse Turrettini (1671 - 1737)
- Richard Watson (1781 - 1833)
- Christian Hermann Weisse (1801 - 1866)
- Johann Jakob Wettstein (1693 - 1754)
- Charles Wesley (1707 - 1788)
- John Wesley (1703 - 1791)
- George Whitefield (1774 - 1770)

### Théologiens protestants desXXeetXXIesiècles
- Olivier Abel (né en 1953)
- Kurt Aland (1915 - 1994)
- Rubem Alves (1933 - 2014)
- Eberhard Arnold (1883 - 1935)
- Henry Babel (1923 - 2019)
- Karl Barth (1886 - 1968)
- Herman Bavinck (1854 - 1921)
- Gerrit Cornelis Berkouwer (1903 - 1996)
- André Birmelé (né en 1949)
- Henri Blocher (né en 1937)
- Craig L. Blomberg (né en 1955)
- Marc Boegner (1881 - 1970)
- Dietrich Bonhoeffer (1906 - 1945)
- Pierre Bühler (né en 1950)
- Rudolph Bultmann (1884 - 1976)
- Michael L. Brown (né en 1955)
- Emil Brunner (1889 - 1966)
- Georges Casalis (1917 - 1987)
- John B. Cobb (1925-2024)
- Jack Cottrell (né en 1938)
- Harvey Cox (né en 1929)
- Oscar Cullmann (1902 - 1999)
- Elian Cuvillier (né en 1960)
- Martin Dibelius (1883 -1947)
- Charles-Harold Dodd (1884 - 1973)
- André Dumas (1918 - 1996)
- James Dunn (1939 - 2020)
- Gerhard Ebeling (1912 - 2001)
- Jacques Ellul (1912 - 1994)
- Marc Faessler (né en 1940)
- Gordon Fee (né en 1934)
- Wolfgang Feneberg (1935 - 2018)
- Laurent Gagnebin de Bons (né en 1939)
- Pierre Gisel (né en 1947)
- Isabelle Grellier (née en 1954)
- André Gounelle (1933-2025)
- Billy Graham (1918 - 2018)
- J. Kenneth Grider ( 1921 - 2006)
- Stanley Hauerwas (né en 1940)
- Josef Lukl Hromadka (1889 - 1969)
- Joachim Jeremias (1900 - 1979)
- Eberhard Jüngel (né en 1938)
- Ernst Käsemann (1906 - 1998)
- Craig S. Keener (né en 1960)
- Jean Lasserre (1908 - 1983)
- Auguste Lecerf (1872 - 1943)
- Paul Lehmann (1906 - 1994)
- Auguste Lemaître (1887 - 1970)
- Edwin Lewis (1881 – 1959)
- Clive Staples Lewis (1898 - 1963)
- René Macaire (1916 - 1993)
- John A. Mackay (1889 - 1983)
- Alphonse Maillot (1920 - 2003)
- Pierre-Charles Marcel (1910 – 1992)
- Georges Marchal (1905 - 1982)
- Daniel Marguerat (né en 1943)
- Ian Howard Marshall (1934 – 2015)
- Eric Lionel Mascall (1905 - 1993)
- José Míguez Bonino (1924-2012)
- John Milbank (né en 1952)
- Jürgen Moltmann (1926-2024)
- Théodore Monod (1902 - 2000)
- Wilfred Monod (1867 - 1943)
- Denis Müller (né en 1947)
- H. Richard Niebuhr (1894 - 1962)
- Reinhold Niebuhr (1892 - 1971)
- Serge Oberkampf de Dabrun (1948 - 2010)
- Thomas C. Oden (1931 - 2016)
- Roger E. Olson (né en 1952)
- Rudolf Otto (1869 - 1937)
- Albert C. Outler (1908–1989)
- Wolfhart Pannenberg (1928-2014)
- David Pawson (1930 - 2020)
- Raphaël Picon (1968 - 2016)
- Roland de Pury (1907 - 1979)
- France Quéré (1936 - 1995)
- Gerhard von Rad (1901 - 1971)
- Arthur Michael Ramsey (1904 - 1988)
- Bernard Reymond (né en 1933)
- Richard Riess (né en 1937)
- John Arthur Thomas Robinson (1919 - 1983)
- Thomas Römer (né en 1955)
- Jean de Saussure (1899 - 1977)
- Lars Olof Jonathan Söderblom (1866 - 1931)
- Albert Schweitzer (1875 - 1965)
- John Shelby Spong (1931 - 2021)
- Charles F. Stanley (né en 1932)
- Helmut Thielicke (1908 - 1986)
- Paul Tillich (1886 - 1965)
- A. W. Tozer (1897 – 1963)
- Gabriel Vahanian (1927 - 2012)
- Paul Van Büren (1924 - 1998)
- Willem Visser 't Hooft (1900 - 1985)
- Henry Orton Wiley  (1877 – 1961)
- J. Rodman Williams (1918 - 2008)
- Colin Williams (né en 1952)
- William Henry Willimon (né en 1946)
- Ben Witherington III (né en 1951)
- Mildred Bangs Wynkoop (1905 - 1997)
- Ravi Zacharias (1946 - 2020)

## Philosophes juifs ayant eu une influence sur des théologiens chrétiens
- Philon d'Alexandrie (-12 - 54)
- Hannah Arendt (1906 - 1975)
- Martin Buber (1878 - 1965)
- Léon Chestov (1866 - 1938)
- Emmanuel Levinas (1905-1996)
- Moïse Maïmonide (1134 - 1204)
- Franz Rosenzweig (1886 - 1929)
- Simone Weil (1909 - 1943)